# レオ・ブレッヒ
レオ・ブレッヒ（Leo Blech, *1871年4月21日 アーヘン — †1958年8月25日 ベルリン）はドイツ人の作曲家・指揮者。

## 略歴
8歳で神童ピアニストとして郷里アーヘンで演奏会を開いたにもかかわらず、1887年から1891年まで商科の教育を受ける。その後ベルリンでヴォルデマール・バルギールに作曲を、エルンスト・ルドルフにピアノを師事し、1893年から1899年までアーヘン交響楽団の楽長を務めながらエンゲルベルト・フンパーディンクの下でさらに研修を積んだ。1893年に最初の歌劇《アグラヤ（Aglaja）》を作曲してアーヘン市立劇場で上演してもらい、同劇場の副楽長に就任。1899年にソプラノ歌手のマルタ・フランク（1871年～1962年）と結婚して、一人娘リーズルを儲けた。リーズルも声楽家となり、指揮者のヘルベルト・サンドベリと結婚した。
1899年にプラハに移り、1906年までプラハ・ドイツ歌劇場に勤めた。1903年にはオイゲン・ダルベールの歌劇《低地》を初演している。1906年にはベルリン宮廷歌劇場（現在のベルリン国立歌劇場）の指揮者に任命され、1913年には音楽総監督に昇進した。1916年からはたびたび録音活動にも取り組んでおり、当初はドイツ・グラモフォン社と、1926年以降はエレクトローラ社と契約した。1923年から1926年までの間に、ドイツ・シャルロッテンブルク歌劇場（現在のベルリン・ドイツ・オペラ）、ベルリン・フォルクスオーパー、ウィーン・フォルクスオーパーの指揮者を歴任。その後、音楽総監督としてベルリン国立歌劇場に復帰し、1937年まで総計2846回の公演を指揮した。1935年にはストックホルム王立歌劇場から楽長への就任を要請されていたが、スウェーデンに亡命するまで、就任を保留している。
首席文芸部員のハインツ・ティーチェンは、ヘルマン・ゲーリングの特別な認可を得て、ユダヤ系のブレッヒを第三帝国期にも雇い続けた。しかし1937年になると、ブレッヒは解任を余儀なくされ、ラトビアのリガ国立歌劇場の監督に転出。1940年にラトビアがソ連邦に占領されると、ブレッヒはモスクワやレニングラードに客演して大成功を収め、モスクワ音楽院に院長として就任するよう招請された。ブレッヒはこれを断ってリガに戻ったが、1941年にドイツ軍がリガに侵攻し、ゲットーへの勾留の危機にさらされた。しかし、ティーチェンの仲介によって、ベルリンとザースニッツを経由して秘密裡にスウェーデンに亡命し、かねてから要請されていたストックホルム王立歌劇場の楽長に就任。ストックホルムでは「自由ドイツ文化同盟（Freien Deutschen Kulturbund）」の創設メンバーとして委員に名を連ねた。1949年にドイツに帰国して、ベルリン市立シャルロッテンブルク歌劇場（現在のベルリン・ドイツ・オペラ）の音楽総監督に就任した。1953年に難聴の悪化により引退。同年、西ドイツ政府よりドイツ連邦功労大十字勲章を授与されている。
1958年にベルリンに永眠し、ヘーアシュトラーセ霊園に埋葬された。

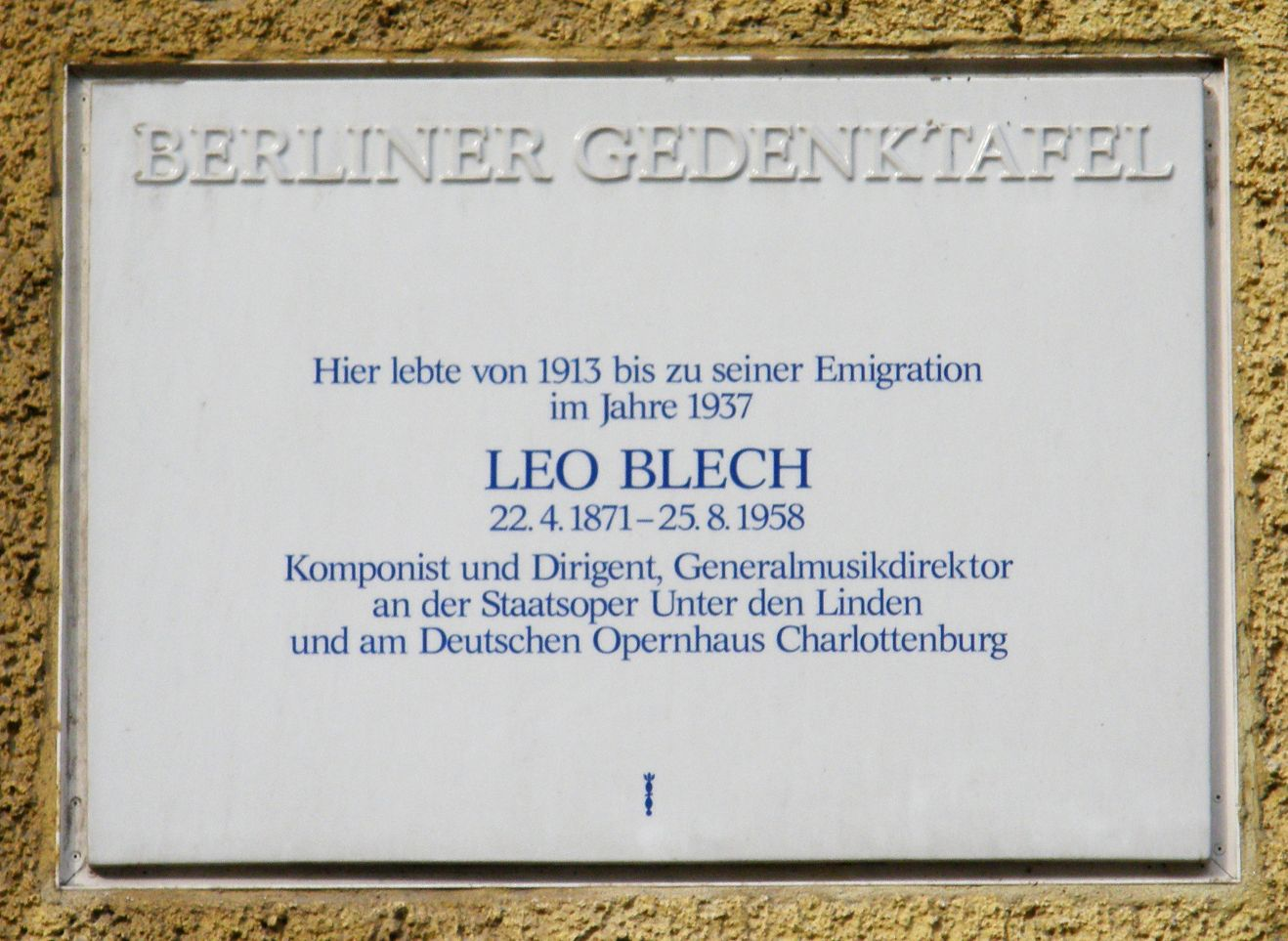
ブレッヒの墓碑銘

## 主要作品
ブレッヒは、オペラやオペレッタを主として創作したが、リートなどの声楽曲も手懸けている。強調すべきは、台本作家リヒャルト・バトカとの協力関係である。

### 歌曲
- （3つの歌曲）作品16
  - 子守唄 （Wiegenlied）
  - 愛の証し （Liebesprobe）
  - 夏の園丁 （Sommerlaube）
- 連作歌曲《生臭坊主》（Der galante Abbé, Liederzyklus）作品17
- 8つの童謡（大きな子供と小さな子供が歌える8つの小唄）第1集 （8 Kinderlieder, Acht Liedchen großen und kleinen Kindern vorzusingen, Heft 1） 作品21
- 8つの童謡 第2集（8 Kinderlieder, Heft 2） 作品22
- 8つの童謡 第3集（8 Kinderlieder, Heft 3） 作品24
- 8つの童謡 第4集（8 Kinderlieder, Heft 4） 作品25
- 9つの童謡 第5集（9 Kinderlieder, Heft 5） 作品27
- 9つの童謡 第6集（9 Kinderlieder, Heft 6） 作品28

### 歌劇
- アグラヤ （Aglaja） 1893年アーヘン初演
- ケルビーナ （Cherubina） 1894年ハンブルク初演
- 私はそれでした （Das war ich） 作品12　1902年ドレスデン初演
- アルプスの王と人類の敵 （Alpenkönig und Menschenfeind） 作品14　1903年ベルリン初演
  -  改訂稿＝ 石頭 （Rappelkopf） 1916年ベルリン初演
- メルヘン・オペラ《灰かぶり姫》 （Aschenbrödel (Märchen)） 作品15　1905年プラハ初演
- 封印済み （Versiegelt） 作品18　1908年ハンブルク初演

### 軽歌劇
- 一時やもめ （Die Strohwitwe） 作品26　1920年ハンブルク初演

### 管弦楽曲
- 修道女 （Die Nonne） 作品6
- 自然の中の慰め （Trost in der Natur） 作品7
- 森の中の散策 （Waldwanderung） 作品8-1

## 評価
指揮者のジョージ・セルはブレッヒについて「非常に多才で非常に知識が豊富で、非常に実践的な指揮者でした。彼のきわめて合理的なリハーサル技術はすばらしく、私はそれを真似しました。彼は自分の仕事をほんとうに美しくこなしました」と回想している。

## 関連文献
- Walter Jacob (Hrsg.): Leo Blech. Ein Brevier anläßlich des 60. Geburtstages. Prismen-Verlag, Hamburg 1931.
- Leo Blech: Die Bilanz. In: Josef Müller-Marein und Hannes Reinhardt: Das musikalische Selbstportrait. Nannen, Hamburg 1963.
- Wolfgang Poch: Leo Blech. Ein Beitrag zur Berliner Theatergeschichte …. (Dissertation) Berlin 1985.
- Brockhaus-Riemann Musiklexikon. Hrsg. von Carl Dahlhaus, Hans Heinrich Eggebrecht und Kurt Oehl. Mainz 1995, Band 1, S. 148.
- Fred K. Prieberg: Handbuch Deutsche Musiker 1933–1945. Kiel, 2004, CD-ROM-Lexikon, S. 490f.